# Heinäjärvi (Gällivare socken, Lappland, 751965-168302)
Heinäjärvi är en sjö i Gällivare kommun i Lappland och ingår i Kalixälvens huvudavrinningsområde. Sjön har en area på 0,13 kvadratkilometer och ligger 455,1 meter över havet. Heinäjärvi ligger i Kaitum fjällurskog Natura 2000-område.

## Delavrinningsområde
Heinäjärvi ingår i det delavrinningsområde (751867-168165) som SMHI kallar för Ovan 751994-168506. Medelhöjden är 492 meter över havet och ytan är 12,49 kvadratkilometer. Det finns inga avrinningsområden uppströms utan avrinningsområdet är högsta punkten. Salmijärvenjoki som avvattnar avrinningsområdet har biflödesordning 3, vilket innebär att vattnet flödar genom totalt 3 vattendrag innan det når havet efter 328 kilometer. Avrinningsområdet består mestadels av skog (61 procent) och sankmarker (33 procent). Avrinningsområdet har 0,34 kvadratkilometer vattenytor vilket ger det en sjöprocent på 2,7 procent.